# Yūichi Komano
Yūichi Komano (駒野 友一 Komano Yūichi?), född 25 juli 1981 i Kainan, Wakayama, är en japansk före detta fotbollsspelare som senast spelade för den japanska J. League-klubben FC Imabari. 
Han deltog i Asiatiska mästerskapet 2007 och VM 2010. I Asiatiska mästerskapet slutade Japan på fjärdeplats efter att ha förlorat mot Sydkorea på straffar. I VM 2010 slutade Japan på andra plats i gruppspelet efter Holland. De åkte ut ur VM i åttondelsfinalen mot Paraguay, en mållös match som gick till straffar. Vid straffläggningen missade Komano sin straff och Paraguay vann till slut med 5–3. 